# アロス・ネグロ

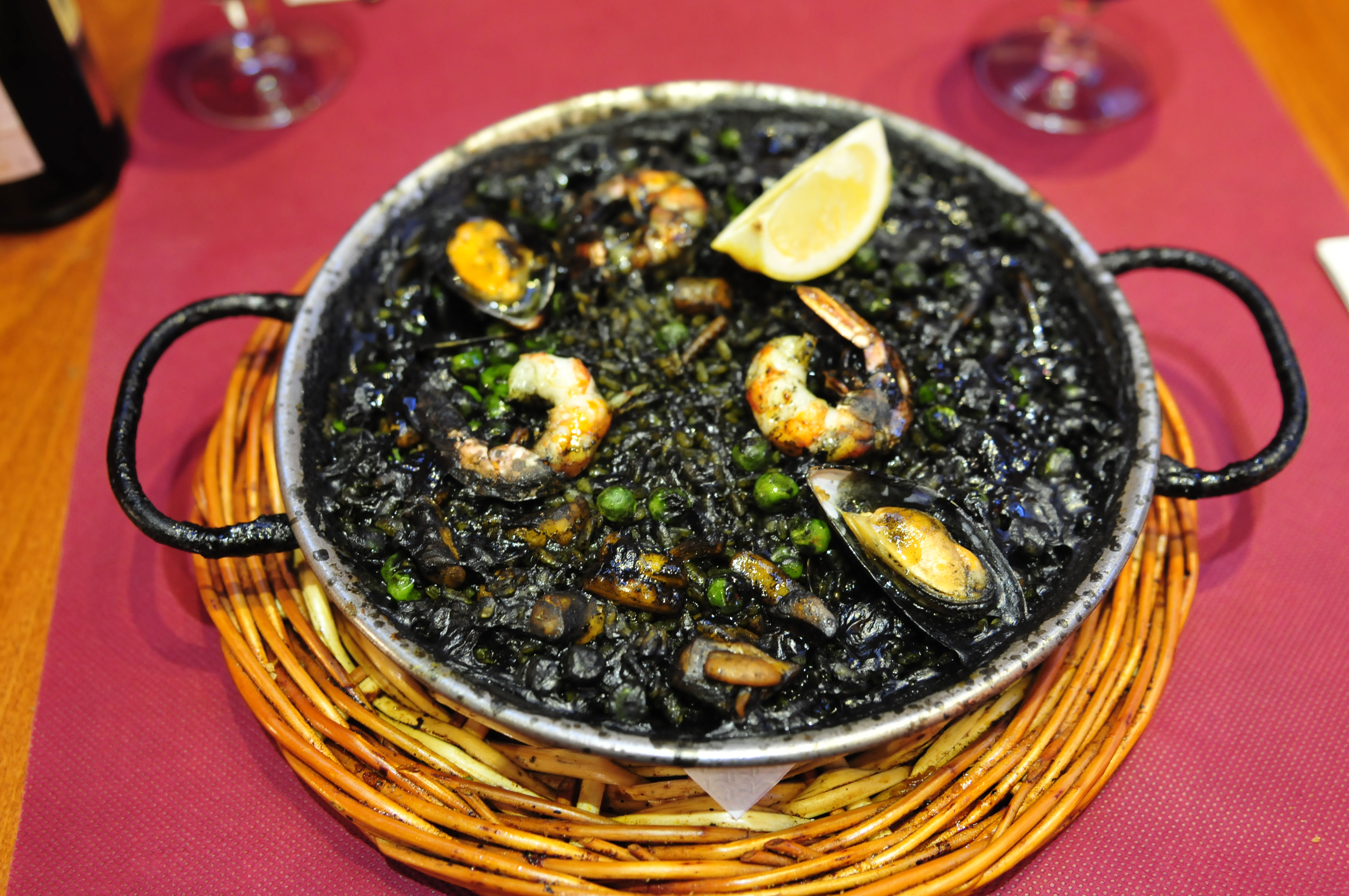
エビと貝を使ったアロス・ネグロ

アロス・ネグロ（スペイン語: Arroz negro、バレンシア語ではアロス・ネグレ-Arròs negre、バレンシア語発音: [aˈrɔz ˈneɣɾe]と呼ばれる）は、スペインのバレンシア州やカタルーニャ州で作られている、イカ墨、イカ（もしくはタコ）、コメを用いて作るシーフード・パエリアに似た料理である。パエリア・ネグラ（paella negra、スペイン語で黒いパエリアを意味する）と呼ばれることもあるが、作り方は同じであっても伝統的にパエリアとは呼ばれてこなかったため厳密にはこの名称は誤りである。
アロス・ネグロはネグロが「黒」を、アロスが「米」を意味するため黒米を使用した料理と勘違いされることがあるが、伝統的なレシピにおける材料はイカ墨、イカ、白米、ニンニク、グリーン・キューバペッパー、パプリカ、オリーブオイル、魚介類の出汁である。しかし現代ではカニやエビなど他の魚介類を加えて作ることも多い。
アロス・ネグロが黒色をしているのはイカ墨の色が反映されているためであり、イカ墨は魚介類の旨味を増す働きも持つ。
アロス・ネグロはスペインのバレンシア州やカタルーニャ州だけでなく、キューバやプエルトリコにおいても一般的な料理であり、キューバやプエルトリコではアロス・コン・カラマレス（arroz con calamares、スペイン語でイカ飯を意味する）と呼ばれている。
また、アロス・ネグロの派生料理としてフィデウア・ネグラ（Fideuà negra、カタルーニャ語で黒い麺を意味する）がある。こちらはイカスミとパスタをつかったイカスミスパゲッティに似た料理となっており、アイオリソースとともに供される事が多い。